# Gabriel Delafosse
Gabriel Delafosse (Saint Quentin, 1796 – Parigi, 1878) è stato un mineralogista francese.

## Biografia
Delafosse fu l'ultimo allievo di René Just Haüy e collaborò alla redazione dei suoi ultimi trattati di cristallografia e di mineralogia come opera postuma, grazie alle annotazioni lasciate dal suo maestro. La sua Tesi di laurea in Cristallografia era uno studio sull'emiedria (1840).
Nel 1857 ebbe la cattedra di Mineralogia del Laboratorio di minerali del Museo nazionale di storia naturale di Francia a Parigi, poi quella della Facoltà di Scienze, sino al 1876.
Delafosse dimostrò che è necessario distinguere fra "molecola integrante" e "molecola chimica". Fu autore di diversi lavori nella scia dei quali si inserirono quelli del suo allievo Louis Pasteur, sulla dissimmetria molecolare. Inoltre fu Delafosse a proporre il concetto di "reticolo" in cristallografia.

Morì a Parigi all'età di 82 anni.

## Opere
- « Précis élémentaire d'histoire naturelle »; Hachette, 1833.
- « De la structure des cristaux, considérés comme base de la distinction et de la classification des systèmes cristallins. Sur l'importance de l'étude de la symétrie dans les différentes branches de l'Histoire naturelle, et en particulier dans la morphologie végétale et animale » Tesi di scienze, Università di Parigi, 1840.
- « Recherches sur la cristallisation considérée sous les rapports physiques et mathématiques », in "Mémoires de l'Académie des sciences de Paris", Tomo 8°, 1843.
- « Nouveau cours de minéralogie », 1858.
- « Rapport sur les progrès de la minéralogie », in "Recueil de rapports sur les progrès des lettres et des sciences en France", Parigi, 1867.

Opere in collaborazione
- "Bulletin des sciences naturelles et de géologie".
- "Bulletin universel des sciences et de l'industrie".
- "Historiæ naturalis: libri XXXVII".

## Riconoscimenti
Un minerale gli è stato dedicato nel 1873: la Delafossite (Ossido di rame e ferro: Cu+Fe+++O2), da parte del chimico Charles Friedel (1832-1899).